# Eckhard Block
Eckhard Block (* 14. August 1950 in Minden) ist ein deutscher Journalist und Verleger.

## Familie und beruflicher Werdegang
Eckhard Block wurde 1950 in Minden geboren. Mit sechs Jahren zog er mit seinen Eltern nach Hamburg und absolvierte dort seine Schulausbildung. Nach seinem Studium begann er seinen beruflichen Werdegang als freier Journalist und Autor.
In den 1990er Jahren gründete er die Media- & Tourismusagentur Block International. Von 2009 bis August 2012 war er Chefredakteur der Informations- und Kommunikations-Internetplattform derPRANGER. Dort stellte die derPRANGER-Redaktion Artikel über Bürger mit negativen Erfahrungen mit dem Staat, mit Institutionen, mit Firmen und mit Personen ein, die von jedermann kommentiert werden konnten. Die Plattform wurde im August 2012 eingestellt.

## Tätigkeit als Autor und Verleger
1985 gründete er den Verlag Block International Publishing als Selbstverlag, 1991 erfolgte der Eintrag im Handelsregister Hamburg unter HRA 85662. Themenschwerpunkt sind Tourismus, Marketing, medizinische Tiefenentspannung, Populärwissenschaft. Durch seine drei Fachbücher „Professionelle Reiseleitung“, „Tourism Marketing“ und „Survival“ wurde er in der Tourismusbranche bekannt. Sein Buch „Gemacht aus Sternenstaub“ erklärt den Werdegang unseres Planeten mit all seinen Lebewesen und Zivilisationen. Mit seinem Werk „KM Kinemantra Meditation“ erlangte er Bekanntheit im Bereich medizinische Tiefenentspannung. Block veröffentlichte viele andere Bücher, sowohl als Druckausgaben wie auch als E-Books.

### Weitere Aktivitäten
Eckhard Block betätigt sich auch als Seminarleiter und Seminarsprecher für die Bereiche Tourismus-Marketing, Professionelle Reiseleitung, medizinische Tiefenentspannung. Er ist Produzent von Werbevideos für die Tourismus- und für die Musikbranche und fungiert als Script-Autor für TV und Film.